# デジタル加入者線
デジタル加入者線（でじたるかにゅうしゃせん、英: Digital Subscriber Line, DSL）とはツイストペアケーブル通信線路で高速デジタルデータ通信を行う技術、もしくは電気通信役務を指す。
上りと下りの速度の異なるADSL（Asymmetric DSL）、CDSL（Consumer DSL）、VDSL（Very high speed DSL）、長距離向きのReach DSL、同じ速度のHDSL（High-bit-rate DSL）、SDSL（Symmetric DSL）などがありxDSLとも総称する。

## 特徴
施設構内のインフラストラクチャーとして既存のメタルケーブル加入者線を利用、兼用できるのが長所である。そのため、通信用に光ケーブルやLANケーブルなどを新たに敷設する必要が無い。ただし、xDSL対応のモデムが別途必要となる。

## 短距離伝送用
100m程度の距離で、主に建物内のメタル回線（アナログ電話回線）を使用してデータ通信をする用途。集合住宅などの主配線盤でFTTxを変換し既設の電話線で各加入者に分配するために使用されているほか、ホテル客室での高速インターネットにも使われている。

### VDSL

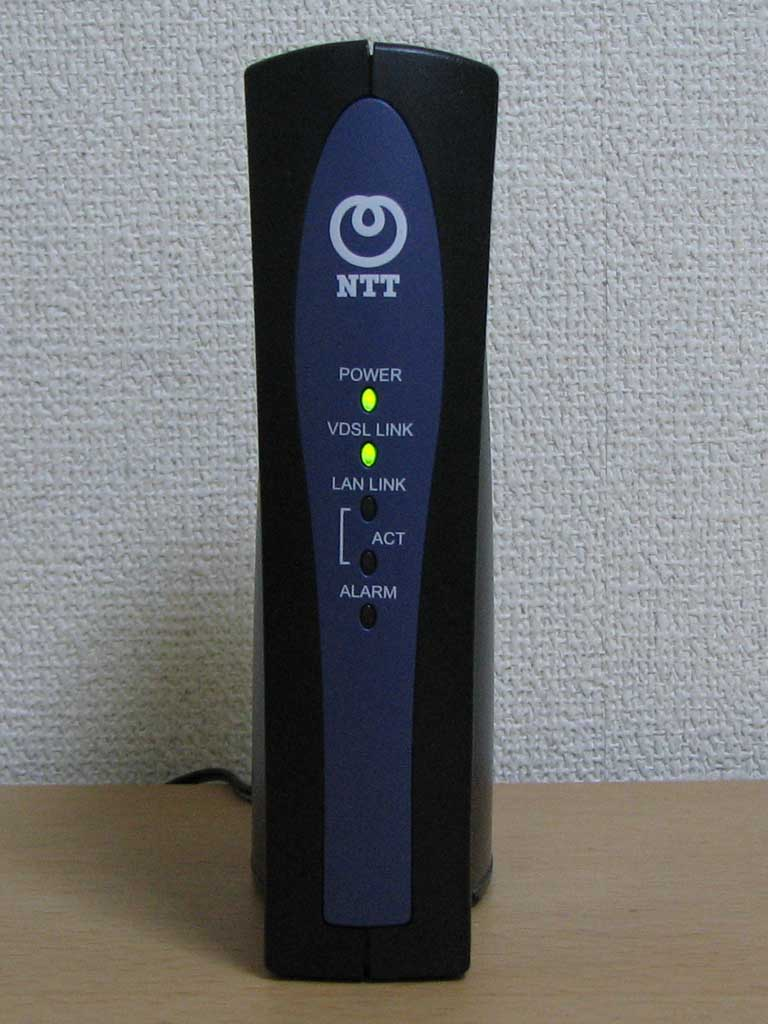
VDSLモデム

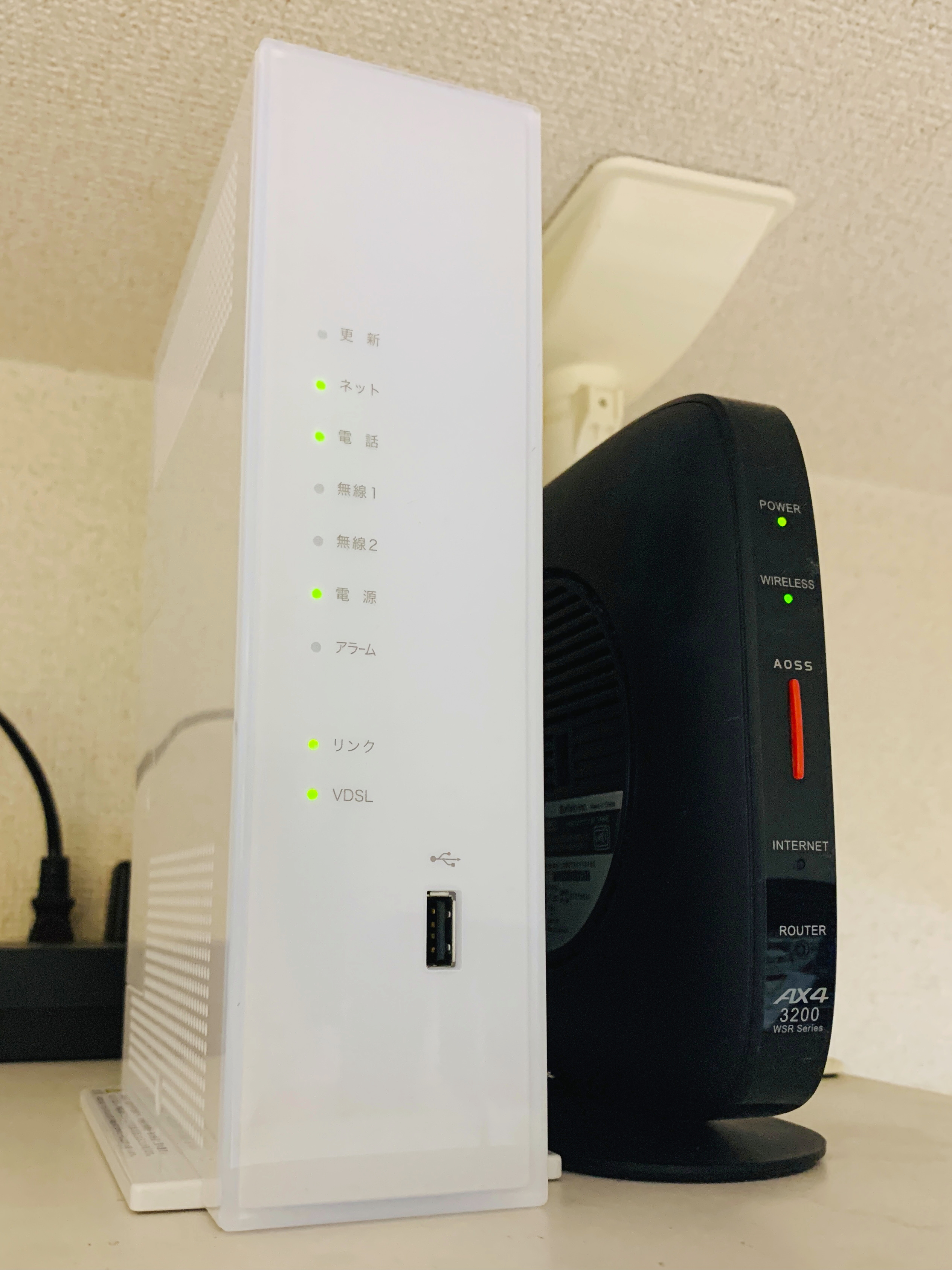
VDSLホームゲートウェイ（右側はWi-Fiルーター）

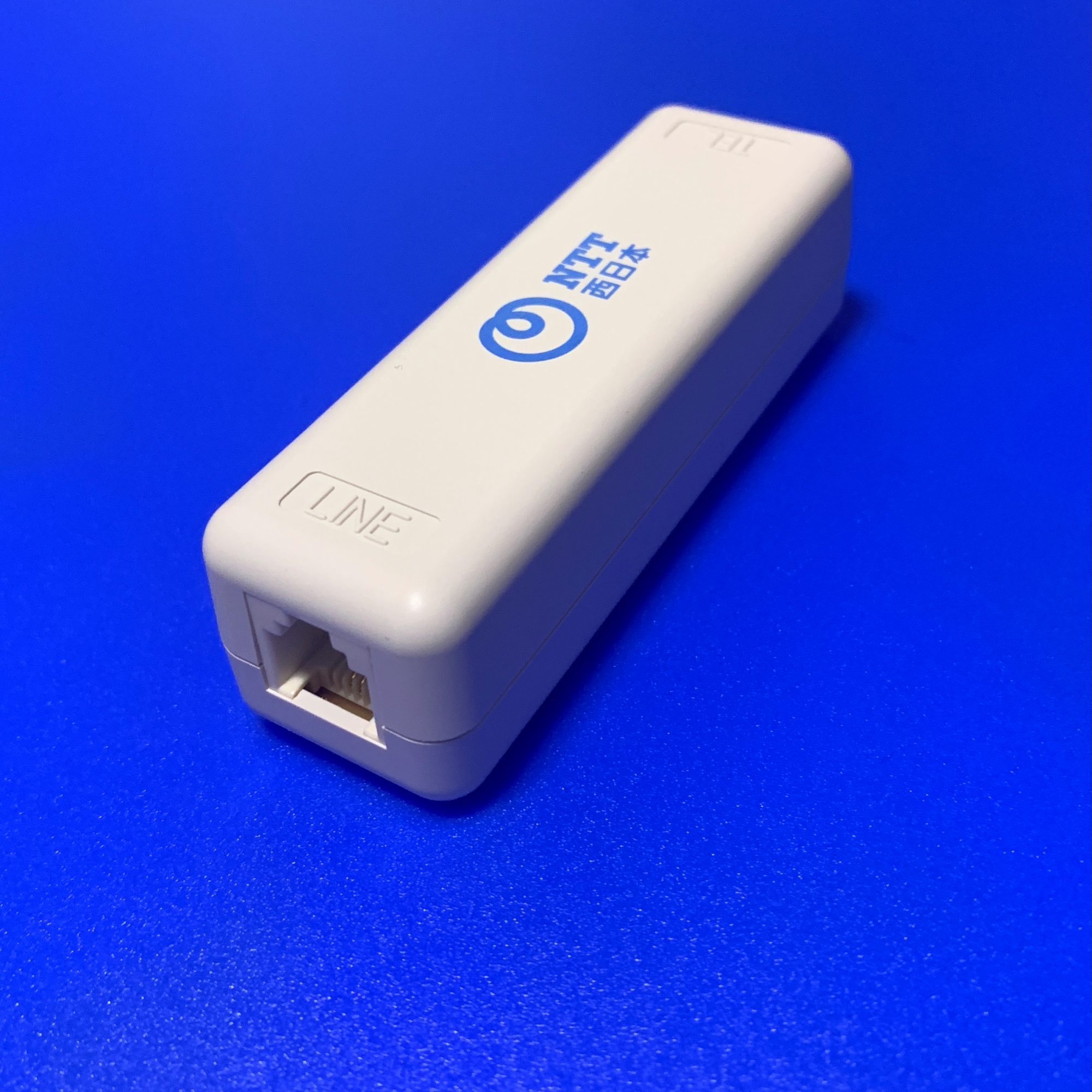
VDSL信号をカットするインラインフィルタ（VDSL A-100）

VDSL（Very high speed Digital Subscriber Line、超高速ディジタル加入者線）は1対のツイストペアケーブルで、ADSLより高速な通信を行なう。100m - 1.5km程度の通信を目的としており、それ以上の距離ではADSLの方が有利となる。ADSLよりも広い周波数帯域（最高30MHz）や速度優先の技術を採用しており、技術革新が大きいADSLの2倍以上の転送能力を持つ。
規格名はITU-T G.993.1。2001年11月29日に規格化された。
使用周波数帯域は0.64 - 30MHzで、上り下りとも速度を出せるようにいくつか帯域を区切り上り下りを交互に割り当てている。そのために最大速度も2000年代当時の光ファイバーの速度を基準に下りは100Mbps、上りは30Mbpsから100Mbpsとしているものが多い。なお日本でも初期のFTTxサービス提供時はVDSLの代わりにHomePNAも使われていたが、VDSLが広く普及するとともにあまり使われなくなった。
NTT西日本では2002年6月1日より、NTT東日本では2002年12月16日より、Bフレッツ・マンションタイプにてVDSLの提供を開始した。サービス開始当初は下り50Mbps、上り10Mbpsだった。NTT東日本では2004年5月27日より下り100Mbpsに高速化した。NTTでは2020年代になってもG.fastなどの新しい技術に移行せずにこの古い技術を使い続けている。
NTT東日本は、2023年10月23日より、光配線方式が設置されているマンションでのVDSL配線およびLAN配線の新規申し込みの受け付けを終了し、2024年10月24日より、光配線方式がない場合でも、利用者がいないマンションの場合は、VDSL配線およびLAN配線を撤去する。切り替え不可能な場合もあるが、もし可能であるならばVDSLから光配線への切り替えを推奨している。
建物内での利用が一般的であるが、一般向けのADSL回線の高速版という位置づけで2004年8月よりJANISネット（株式会社長野県協同電算）がVDSLを利用したインターネット回線を提供していた。理論通信速度は60Mbpsだが、実際にADSL以上の通信速度が期待できるのはNTT局（または有線放送局）から1km以内の信号減衰の少ない電話回線のみとなる。それ以上の距離になると使用できる周波数帯が狭くなり、通常のADSLと同等またはそれ以下にまで性能が低下してしまう。

### VDSL2
VDSLの機能拡張版。規格名はITU-T G.993.2。2006年2月17日に規格化された。プロファイル30aの場合、30MHzの周波数帯域で、上り・下り帯域合計で200Mbpsとなる。日本国内導入例は少ない。

### G.fast
従来のVDSLは、1Gbps前後まで向上している光ファイバー本線（局まで）の通信速度に比べ、低速でありボトルネックとなっていたが、106MHzの周波数帯域で、上り・下り帯域合計で最大1Gbpsを実現するG.fast（ITU-T G.9701）規格が2014年12月5日に制定、実装モデムが開発され、auひかり等の一部のISPで導入された。既にVDSL等を導入済の集合住宅等において、集合装置および個宅のモデムを入れ替える事で高速化を図ることが可能。当初は1GbpsのG.fast 106 MHz profileだけだったが、後に、上り・下り帯域合計で2GbpsのG.fast 212 MHz profileが追加になった。

### MGfast
G.fastの後継。規格名はITU-T G.9711で2021年4月23日に規格化された。周波数帯域は424MHzで、全二重モードの場合は上り・下り帯域合計で8Gbps、時分割二重化の場合は4Gbps。全二重モードは同軸ケーブル（CATV）やカテゴリー5ケーブル（LAN）で利用可能であり、アナログ電話回線では時分割二重化が利用可能。周波数帯域を848MHzへ拡大することも計画されている。MGfastはMulti-Gigabit fastの略。
規格制定前はXG-FASTやG.mgFastなどの名称で、G.fastから速度を10Gbpsに向上させるのを目指していた。ノキアが2020年商用化を目指していた。
DSLの研究で知られるJohn Cioffi等によると、理論上はメタル回線でも100mの距離でTbpsが実現可能であると主張している。

## 長距離伝送用
数km程度の距離で、例えば、基地局から建物までのメタル回線（アナログ電話回線）を使用してデータ通信をする用途。現在では光ファイバーに置き換わっていて、あまり利用されなくなっている。日本では2025年1月31日にADSLは終了。

### ADSL

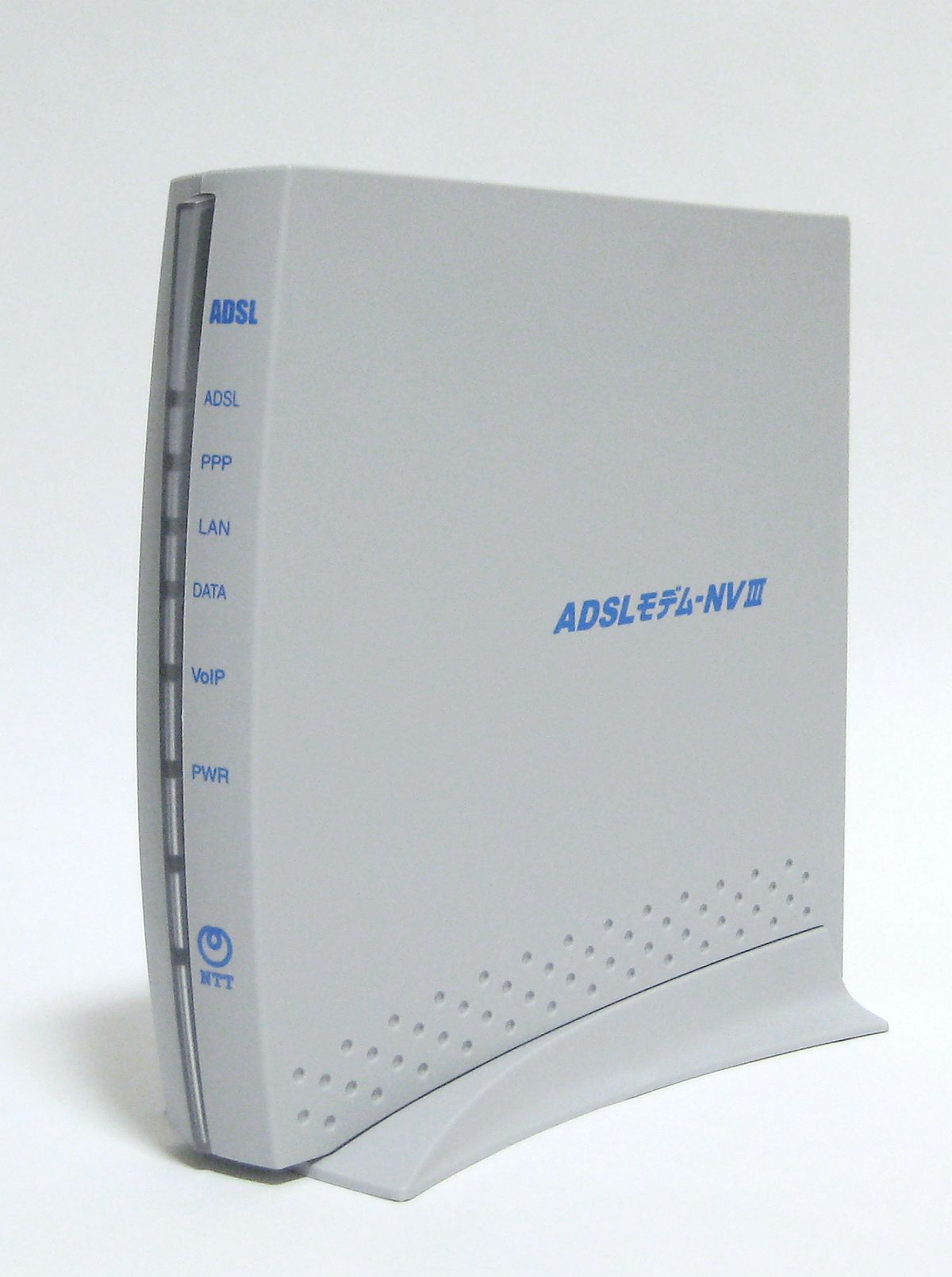
ADSLモデム

ADSL（Asymmetric Digital Subscriber Line、非対称デジタル加入者線）は1対のツイストペアケーブル通信線路で、上り・下りの速度が非対称な通信を行う。
技術にも種類がありアメリカ合衆国からそのまま技術を受け継いだ"AnnexA"、Euro-ISDNと多重化可能な"AnnexB"、日本方式のTCM-ISDNの干渉を軽減した"AnnexC"等がある。

### ReachDSL
ReachDSLは、米パラダイン社が開発した遠距離での接続の確保を優先したDSLである。速度は最大でも上下ともに960kbpsと遅いが、その分通信距離が5 - 12km程度と長い。遠距離で損失が大きくなる高周波数の帯域を使用せず、損失が少ない低い周波数の帯域のみを使う。そのためISDNとの干渉も低いとされている。その後、速度を上下2.2Mbpsに向上させたRDSL2が発表された。米パラダイン社では路線長が5kmの場合1Mbpsの速度が出るとしている。
日本においてはJANISネット（株式会社長野県協同電算）が日本初のサービスを開始し、以後Yahoo! BB等様々な会社が提供しているがRDSL2方式によるサービスを行っているのはNTT西日本-四国と関西ブロードバンドのみである。RDSL2は、発表当時既にブロードバンド接続の主流がADSLからケーブルテレビやFTTxへと移行していたために普及しなかった。

### CDSL
CDSL（Consumer Digital Subscriber Line）は1997年10月28日にRockwell Semiconductor Systems社から発表されたxDSL規格。上り最大128kbps、下り最大1Mbpsが簡易DSL。
ADSLと似た特徴を持つが、ADSLよりも安価でスプリッタが必要ないという点が異なる。日本では初期からADSLが採用されたため普及しなかった。後に発表されたADSLのG.lite規格と類似している。

### HDSL
HDSL（High-bit-rate Digital Subscriber Line）は、2対のツイストペアケーブルを用いる送信・受信とも同じ速度の対称型DSLである。SDSLの2対版ともいえるもので、1対で送信・もう1対で受信を行う。使用帯域は200kHzと低いため最高速度は約2Mbpsにとどまるほか、アナログ電話回線との多重化はできない。しかし使用可通信線路長は20kmに及ぶ。
業務用に既設の構内電話線で用いられている。ただし、現在は光ファイバーの敷設が進み利用されることは少なくなっている。

### SDSL
SDSL（Symmetric Digital Subscriber Line）は東京めたりっく通信などが提供していた上下速度対称の方式。その技術はITU-Tで定義されているADSL規格、ITU-T G.992.1 Annex Hで取り決められている。
ISDNの「INSネット1500」と並ぶサービスとして企業・業務用に提供されたが、光ファイバーの登場・普及により下火になった。しかし普及度は低いものの、現在でもサービスを行っている業者もあり廉価な対称サービスとして展開されている。
速度は上下共に160kbps - 2Mbpsが一般的で160kbps時には最大6.9kmまでの距離を通信することが可能。
なおADSL同様に加入電話と共有することができるがSDSLの利用の特性上、個々で使うことが多い。その場合には共有したときよりも高速な通信が可能である。

## 構成機器

### DSLAM
DSLAM（Digital Subscriber Line Access Multiplexer）は、DSLの回線を集め高速な回線（いわゆるバックボーン）に橋渡しを行なう装置。回線収容局などに設置する。なお、この回線を集めることをアグリゲーションと呼ぶ。
なおDSLAMはDSLモデムとしての機能も兼ね備えているので、加入者側でもDSLAMのDSL規格に合致したDSLモデムを使う必要がある。

### モデム
モデム（modem）は、デジタル変調、復調を行うデータ回線終端装置である。

### スプリッタ
スプリッタ（splitter）は、アナログ電話回線から送られてくる信号を、電話機のための信号とインターネット通信のためのDSLモデムのための信号とに振り分けるための分波器、混合器である。